# Give Me the Night
Give Me the Night è un album di George Benson uscito nel 1980, con la casa discografica Warner Bros. Records è stato prodotto da Quincy Jones. L'album è stato un forte successo commerciale raggiungendo la 2ª posizione in Nuova Zelanda, la 3ª negli Stati Uniti e l'8ª in Norvegia; album di platino e Billboard album chart sono stati conquistati in meno di 4 mesi dall'uscita; il singolo omonimo ha raggiunto la 4ª posizione nella Billboard Hot 100 ed in Nuova Zelanda, la 7^ in Svizzera, l'8^ in Norvegia e la 9^ in Olanda. L'album vince il Grammy Award for Best Male R&B Vocal Performance nel 1981.
Per questo album vengono impegnati grandi musicisti quali Lee Ritenour (chitarra), Herbie Hancock (pianoforte), David Foster, George Duke (tastiere), Paulinho Da Costa (percussioni) e Patti Austin per citarne solo alcuni. In precedenza, nella sua carriera musicale, Benson era stato più musicista che cantante, invece in questo album egli canta con versatilità e sensibilità, e può considerarsi alla pari dei grandi cantanti jazz. Solo due dei dieci brani sono strumentali, e anche quelli sono eccellenti pezzi. Cinque dei 10 brani, tra cui la hit Love X Love e 
la title track, sono state scritte da Rod Temperton.

## Tracce
Tutte le canzoni eccetto quelle indicate sono composte da Rod Temperton, uno dei fondatori della band Heatwave.
1. Love x Love – 4:45
2. Off Broadway (Grammy Award for Best R&B Instrumental Performance 1981) – 5:25
3. Moody's Mood ((James Moody, Eddie Jefferson) con Patti Austin - Grammy Award for Best Jazz Vocal Performance, Male 1981) – 3:27
4. Give Me the Night – 5:00
5. What's on Your Mind (Kerry Chater, Glen Ballard) – 4:04
6. Dinorah, Dinorah ((Ivan Lins, Victor Martins) - Jerry Hey & Quincy Jones Grammy Award for Best Instrumental Arrangement 1981) – 3:41
7. Love Dance (Ivan Lins, Victor Martins, Paul Williams) – 3:18
8. Star of a Story (X) – 4:42
9. Midnight Love Affair (David "Hawk" Wolinski) – 3:33
10. Turn out the Lamplight – 4:50